# Super Bomberman 4
Super Bomberman 4 es un videojuego desarrollado por Hudson Soft para la consola SNES. Es el cuarto de la saga Super Bomberman. Fue lanzado en 1996, únicamente en Japón.

## Historia
El cerebro de Bagular, el principal antagonista de Super Bomberman 3, consigue salvar su cerebro y crear a Los Cinco Reyes Bomber para acabar con Shiro y Kuro, los dos bombermans principales que le derrotaron antaño.
Los lleva a través del tiempo en diferentes eras.
Pero Shiro y Kuro con sus amigos los derrotan.

## Personajes
Los Cinco Reyes Bomber: Son los principales enemigos del juego; guerreros con las mismas capacidades que Bomberman creados por Bagular, villano final.
Estos cinco enemigos son:
- Hammer Bomber
- Jet Bomber
- Lady Bomber
- Bazooka Bomber
- Great Bomber

Pero los personajes buenos son :
- Bomberman
- Bomberman black
- Bomberman red
- Bomberman blue
- Bomberman green
- Bomberman yellow
- Kotetsu
- Honey

- Datos: Q3280284